# Philippe Christian Popp van Schaalkwijk
Pour les articles homonymes, voir Philippe, Christian, Popp et van Schaalkwijk.
Cartographe, dessinateur, imprimeur et éditeur, Philippe Christian Popp est né à Utrecht le 10 février 1805 et mort à Bruges le 3 mars 1879.

## Biographie
Après la mort de son père, notaire et procureur à Utrecht, sa famille s'établit en Belgique en 1818. Philippe y termine ses études et, après un stage au gouvernement provincial du Hainaut à Mons, devient le secrétaire particulier du gouverneur avant d'entrer au cadastre.
En 1827, il épouse Caroline Boussart (1808-1891) et devient contrôleur à Bruges. Quand, en 1830, la Belgique se scinde des Pays-Bas, Philippe opte pour la nationalité belge. En 1837, il fonde le Journal de Bruges dont sa femme sera rédacteur en chef pendant un demi-siècle. Dès l'année suivante, il conçoit un projet gigantesque : reproduire et vulgariser par lithographie les précieux plans cadastraux de tout le jeune royaume avec leurs registres et matrices. Sans aucune subvention, il poursuivit la publication de son Atlas cadastral parcellaire de la Belgique, plus connu sous le nom de Plans Popp de 1842 à sa mort en 1879.
Sur les quelque deux-mille-cinq-cents communes existant avant leur fusion, près de dix-huit-cents étaient traitées quand la mort interrompit cette œuvre qui avait valu à Popp de nombreuses distinctions scientifiques.

## Ouvrage de référence
Sven VRIELINCK, Grootse plannen. De kadastrale Atlas van België van P.C. Popp: genese en datering (1840-1880). Amsterdam: Amsterdam University Press, 2018.